# 寺山神社

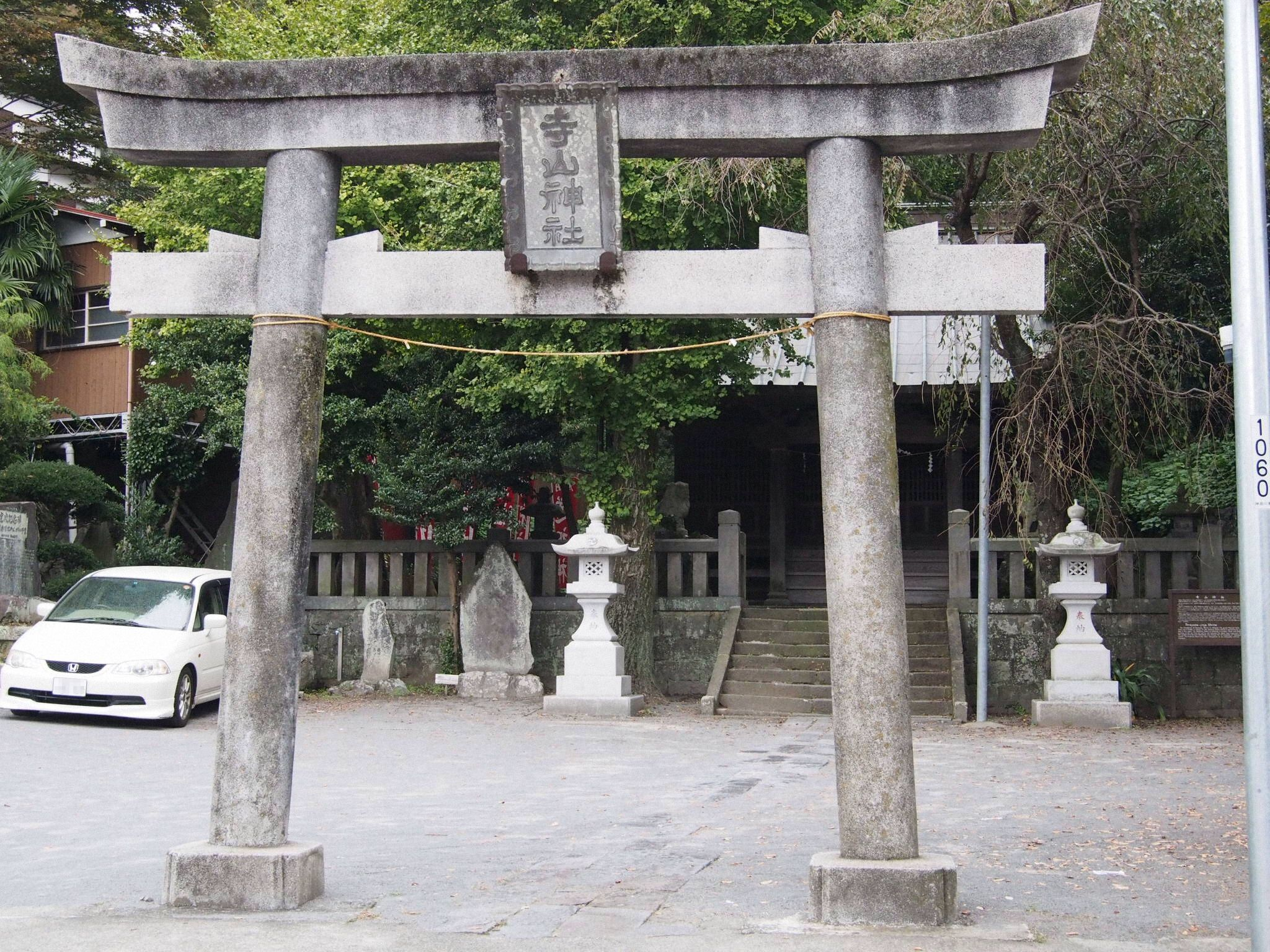
鳥居と拝殿

寺山神社（てらやまじんじゃ）は、神奈川県小田原市根府川（ねぶかわ）にある神社。
片浦地区の中心部、根府川駅や片浦小学校がある根府川地区の中心的な神社である。
現在は松原神社の兼務社となっている。

## 概要
江戸時代以前は「寺山権現」と称した。
根府川が「根府川石」の産地だったことが伝播理由と考えられる、7月第3日曜日の例大祭に行われる「鹿島踊り」は、神奈川県指定の無形民俗文化財になっている。
また、境内にある小田原市指定の有形民俗文化財である道祖神に関連しては、1月14日に行われる子供舞踊「福踊り (福おどり)」が継承されている。

## 祭神
- 武甕槌命[1]

## 文化財
- 寺山神社の鹿島踊り（神奈川県指定無形民俗文化財）[5]。
- 道祖神（小田原市指定有形民俗文化財[9]） - 1月14日に子供舞踊「福踊り (福おどり)」。

## 境内社
- 浅間神社
- 山神社

## 祭事
- 例大祭 : 7月第3日曜日

## アクセス
- JR根府川駅から南西へ徒歩1分。
- 箱根登山バス : バス停「根府川駅」から南西へ徒歩1分。